# Toni (football, 1946)
Pour les articles homonymes, voir Toni, António Oliveira et Oliveira.
António José da Conceição Oliveira, plus connu sous le nom de Toni, est un footballeur portugais, né le 14 octobre 1946 à Mogofores (Anadia). Il évoluait au poste de milieu central, aujourd'hui reconverti en entraîneur.

## Carrière

### Joueur
Toni commence sa carrière de footballeur en amateur dans le petit club de Anadia. À l'âge de seize ans, il a déjà sa place mais ne dispute pas plus haut que le championnat régional avec son club, pendant toutes ces années au club.
Cependant après son début de carrière à Anadia, à dix neuf ans il part en première division dans un grand club portugais tenter sa chance. Il signe à l'Académica de Coimbra mais ne dispute pas plus qu'une rencontre au sein de la saison. Toni poursuit sa carrière au club, en évoluant la saison suivante pas plus qu'une seule rencontre, mais parvient tout de même à atteindre la seconde place du championnat ainsi qu'une place de finaliste en coupe du Portugal. Il commence enfin à jouer seulement pendant sa troisième saison passée au club, où il évolue avec dix sept rencontres de championnat.
Il évolue pas plus longtemps à l'Académica et s'envole après une très belle saison avec son club précédent, il part au Benfica Lisbonne avec un montant de 1 305 000[réf. souhaitée] escudos. Sa première saison au Benfica, il y joue énormément avec vingt trois rencontres pour sa première saison, et parvient à remporter le titre de champion du Portugal. Depuis, il s'est adapté au Benfica, et devient lui-même une icône sa deuxième saison il ne marque pas mais inscrit une nouvelle fois vingt six rencontres, il est très vite un titulaire indiscutable et par la même année découvre la saveur d'être sélectionnée en équipe du Portugal pour la première fois. Sa troisième saison celle de 1970-71, il joue un peu moins mais reste tout de même un titulaire régulier au sein du club lisboete. Toni réalise de nombreuses saisons, en étant titulaire et régulier chaque année aux côtés de grands joueurs comme Humberto Coelho, ou encore Eusébio, il est élu footballeur portugais de l'année 1972 seulement après quatre ans au club. Depuis, il est sacré de nombreuses saisons champion du Portugal, sans par chance avoir brillé dans les compétitions européennes.
Toni part réaliser le rêve américain pour une petite saison au Las Vegas Quicksilvers, il s'envole aux côtés de Eusébio, Humberto Coelho et Diamantino Costa tous joueurs de Benfica avant de rejoindre les États-Unis. La saison n'est pas vraiment un succès mais pour l'unique saison du club en NASL, il fera tout de même seize rencontres de championnat avec l'équipe des Quicksilvers.
Après les Quicksilvers, il revient au club au Benfica Lisbonne afin de disputer la saison 1977-78, il reprend sa place de titulaire et joue tous les matchs de championnat en inscrivant deux buts. Il reste titulaire pendant les deux saisons suivantes, avant de prendre une fin de sa carrière de joueur pendant la saison 1980-81 où il joue seulement une rencontre de championnat, il finit sa carrière au Benfica avec près de 400 matchs pour une vingtaine de buts.

### Statistiques en joueur
| Championnat | Championnat            | Championnat           | Championnat | Championnat | Coupe nationale | Coupe nationale | Coupe continentale | Coupe continentale | Sélection Portugal | Sélection Portugal | Total     | Total     |
| Saison      | Club                   | Pays                  | Matches     | Buts        | Matches         | Buts            | Matches            | Buts               | Matches            | Buts               | Matches   | Buts      |
| ----------- | ---------------------- | --------------------- | ----------- | ----------- | --------------- | --------------- | ------------------ | ------------------ | ------------------ | ------------------ | --------- | --------- |
| 1962-1963   | Anadia FC              | I Divisão - AF Aveiro | inconnu     | inconnu     | –               | –               | –                  | –                  | –                  | –                  | inconnu   | inconnu   |
| 1963-1964   | Anadia FC              | I Divisão - AF Aveiro | inconnu     | inconnu     | –               | –               | –                  | –                  | –                  | –                  | inconnu   | inconnu   |
| 1964-1965   | Anadia FC              | I Divisão - AF Aveiro | inconnu     | inconnu     | –               | –               | –                  | –                  | –                  | –                  | inconnu   | inconnu   |
| 1965-1966   | Académica de Coimbra   | I Divisão             | 1           | 0           | inconnu         | inconnu         | –                  | –                  | –                  | –                  | incomplet | incomplet |
| 1966-1967   | Académica de Coimbra   | I Divisão             | 1           | 0           | inconnu         | inconnu         | –                  | –                  | –                  | –                  | incomplet | incomplet |
| 1967-1968   | Académica de Coimbra   | I Divisão             | 17          | 0           | inconnu         | inconnu         | –                  | –                  | –                  | –                  | incomplet | incomplet |
| 1968-1969   | Benfica Lisbonne       | I Divisão             | 22          | 1           | inconnu         | inconnu         | 4 (C1)             | 0 (C1)             | –                  | –                  | incomplet | incomplet |
| 1969-1970   | Benfica Lisbonne       | I Divisão             | 26          | 0           | inconnu         | inconnu         | 3 (C1)             | 0 (C1)             | 2                  | 0                  | incomplet | incomplet |
| 1970-1971   | Benfica Lisbonne       | I Divisão             | 15          | 0           | inconnu         | inconnu         | 3 (C2)             | 0 (C2)             | –                  | –                  | incomplet | incomplet |
| 1971-1972   | Benfica Lisbonne       | I Divisão             | 22          | 0           | inconnu         | inconnu         | 3 (C1)             | 0 (C1)             | 2                  | 0                  | incomplet | incomplet |
| 1972-1973   | Benfica Lisbonne       | I Divisão             | 28          | 3           | inconnu         | inconnu         | 4 (C1)             | 0 (C1)             | 10                 | 0                  | incomplet | incomplet |
| 1973-1974   | Benfica Lisbonne       | I Divisão             | 24          | 2           | inconnu         | inconnu         | 4 (C1)             | 0 (C1)             | 3                  | 0                  | incomplet | incomplet |
| 1974-1975   | Benfica Lisbonne       | I Divisão             | 29          | 2           | inconnu         | inconnu         | 5 (C2)             | 0 (C2)             | 5                  | 0                  | incomplet | incomplet |
| 1975-1976   | Benfica Lisbonne       | I Divisão             | 29          | 5           | inconnu         | inconnu         | 6 (C1)             | 1 (C1)             | 4                  | 0                  | incomplet | incomplet |
| 1976-1977   | Benfica Lisbonne       | I Divisão             | 24          | 0           | inconnu         | inconnu         | 1 (C1)             | 0 (C1)             | 3                  | 0                  | incomplet | incomplet |
| 1977        | Las Vegas Quicksilvers | NASL                  | 16          | 0           | –               | –               | –                  | –                  | –                  | –                  | 16        | 0         |
| 1977-1978   | Benfica Lisbonne       | I Divisão             | 30          | 2           | inconnu         | inconnu         | 6 (C1)             | 0 (C1)             | 4                  | 1                  | incomplet | incomplet |
| 1978-1979   | Benfica Lisbonne       | I Divisão             | 27          | 0           | inconnu         | inconnu         | 4 (C3)             | 0 (C3)             | –                  | –                  | incomplet | incomplet |
| 1979-1980   | Benfica Lisbonne       | I Divisão             | 21          | 1           | 1               | 0               | 2 (C3)             | 0 (C3)             | –                  | –                  | 24        | 1         |
| 1980-1981   | Benfica Lisbonne       | I Divisão             | 1           | 0           | inconnu         | inconnu         | – (C2)             | – (C2)             | –                  | –                  | incomplet | incomplet |
| Total       | Total                  | Total                 | incomplet   | incomplet   | incomplet       | incomplet       | 45                 | 1                  | 33                 | 1                  | incomplet | incomplet |

### Entraîneur
Il refait surface pendant la saison 1981-82 au Benfica Lisbonne, club où il est devenu une légende du football portugais. Il prend part d'entraîneur adjoint pendant de nombreuses saisons entre 1981 et 1987. Entre-temps, il prend place dans le staff de l'équipe nationale du Portugal, invité par Fernando Cabrita il prend place comme coordonnateur technique de la sélection pendant le parcours des lusitaniens à l'Euro 1984 qui se déroule cette année la en France. Depuis, Toni reprend place à son statut d'entraîneur adjoint au Benfica.
Après l'aventure Ebbe Skovdahl après seulement douze rencontres de championnat il prend la place d'entraîneur du Benfica. Sa première saison est historique, car bien que le club ne finit pas premier du championnat, seulement second, il parvient tout de même à aller en finale de la Coupe des clubs champions européens 1987-1988, en éliminant des clubs comme le RSC Anderlecht ou encore le Steaua Bucarest en demi-finale. Malheureusement pour lui, son équipe perd aux tirs au but en finale, ainsi donnant la première coupe des clubs champions au PSV Eindhoven. Cependant, il reste une nouvelle saison au club et c'est une saison réussi car il parvient à être champion du Portugal, en assurant une place de finaliste en coupe du Portugal, sans briller sur la scène européenne.
Par la suite il reste à Benfica, mais aux rangs d'entraîneur adjoint aux côtés du nouvel entraîneur Sven-Göran Eriksson le suédois en provenance de la Fiorentina qui a déjà auparavant entraîner le club de la Luz. Il reste entraîneur adjoint avant que la saison 1992-93 il effectue la première journée de championnat aux rangs d'entraîneur principal. Par la suite c'est Tomislav Ivic qui prend les rangs du club avant de laisser sa place après la défaite face au FC Porto perdu (0-1) pendant la quinzième journée. Depuis il reprend le club jusqu'à la fin de la saison en parvenant à remporter la Coupe du Portugal mais pas le championnat. Une dernière saison à Benfica, c'est pendant la saison 1993-94 où il la joue totalement, il parvient à remporter le championnat à deux points d'avances sur son ennemi-juré le FC Porto, en gagnant la supercoupe et parvenant à atteindre les demi-finales de la coupe d'Europe des vainqueurs de coupe.
Toni part tenter une nouvelle aventure, mais cette fois il choisit la France et les Girondins de Bordeaux pour entraîner. Il prend la place de Rolland Courbis en tant qu'entraîneur mais au mois de mars de la saison il est remplacé à huit journées de la fin par Éric Guérit, joueur de l'équipe. Le parcours des Girondins n'a pas été rose et c'est ce qui lui a valu son départ en fin de saison, notamment avec de mauvais parcours en coupe de France, coupe de la ligue et en coupe UEFA.
L'Espagne l'attend, et va du côté du FC Séville pendant la saison 1995-1996. Il joue la totalité des matches de toute la saison, sans pouvoir éviter une place en seconde moitié de tableau. Son parcours européen, il ne va pas plus loin que le 3e tour de la Coupe UEFA perdu contre le FC Barcelone. Il ne rénove pas et cède sa place à José Antonio Camacho à la fin de la saison.
Par la suite Carlos Queiroz l'appelle, et devient le nouvel entraîneur adjoint dans le staff de l'équipe nationale des Émirats arabes unis. Toni est aux côtés a ce poste de Rolão Preto et José Alberto Costa, il assiste aux Jeux panarabes sans briller, et effectue les tours préliminaires à la Coupe d'Asie des nations. Les Émirats ne parviennent pas à se qualifier, voyant ainsi le règne de Carlos Queiroz prendre fin ainsi que tout le staff y compris pour Toni.
Il revient au secours du Benfica Lisbonne une nouvelle fois, et vient pour le début de la saison 2000-2001. Un Benfica très mauvais à l'issue de cette saison qui ne passe pas la sixième place ce qui est la saison la plus noir du club da Luz. Au point de vue du championnat, mais aussi en Coupe du Portugal après avoir perdu contre l'ennemi le FC Porto par (0-4) après avoir un match nul (1-1) à domicile. Le point de vue européen n'est vraiment pas au top non plus, après une défaite au premier tour contre une équipe suédoise. Ainsi s'achève la saison la plus noire du Benfica, malgré cela Toni reste aux commandes pour la saison suivante. La saison n'est vraiment pas un franc succès et Toni est limogé en cours de saison, laissant place à Jesualdo Ferreira aux commandes de l'équipe.
La Chine est sa prochaine destination, et s'engage peu après être limogé du Benfica, avec le club du Shenyang Ginde. Il dispute la première division chinoise, et fait un parcours mitigée entre le premier et le second tableau. Il se classe onzième du championnat, ainsi il dispute sa seconde saison sans franc succès, et démissionne pendant la cinquième journée ainsi pour s'engager avec l'équipe égyptienne de Al Ahly SC.
Avec Al Ahly SC, il gagne la Supercoupe d'Égypte aux tirs au but sans être vraiment brillant. Il est renvoyé peu après la septième journée de championnat après un très mauvais début de saison du club du Caire. Al-Ahly frôle de près la relégation, en début de saison ce qui a perdu d'impatience le président Hassan Hamdy ancien joueur du club. Il est limogé laissant place à son successeur lui aussi, le portugais Manuel José.
Toni rejoint la saison 2007-2008 du Al-Ettifaq du championnat saoudien. Avec son équipe il parvient à se classer quatrième à la fin de saison, par la même occasion il reste pas plus longtemps et s'engage vers une autre destination à la fin de la saison.
Après l'Arabie saoudite, il va dans un pays voisin du Sharjah SC et c'est une mauvaise saison qu'il effectue. Son club lutte pour éviter la relégation, il est relégué peu avant la fin de saison après la 18e journée. Il a effectué la Ligue des champions mais son équipe déclare forfait, ainsi ne prenant pas la suite de la compétition.
Il revient en Arabie saoudite et va entraîner le Al-Ittihad Djeddah, il reprend l'équipe après le départ de Enzo Trossero et de Manuel José à la tête de l'équipe. Toni fait sa grande rentrée au club en Février afin de disputer la fin de saison de championnat. Il effectue quelques rencontres de Ligue des Champions permettant à son équipe de passer au second tour, et par la suite il laisse la tâche d'entraîneur à Dimitri Davidovic qui reprend l'équipe en main pour la suite et fin de saison.

### Statistiques en entraîneur
| Résultats | Résultats             | Résultats            | Résultats | Résultats | Résultats | Résultats | Résultats | Autres matches | Autres matches | Autres matches | Autres matches            | Total       | Total   | Total      |
| Saison    | Club                  | Pays                 | Place     | Victoires | Nuls      | Défaites  | Titres    | Victoires      | Nuls           | Défaites       | Titres                    | % Victoires | % Nuls  | % Défaites |
| --------- | --------------------- | -------------------- | --------- | --------- | --------- | --------- | --------- | -------------- | -------------- | -------------- | ------------------------- | ----------- | ------- | ---------- |
| 1987-1988 | Benfica Lisbonne      | I Divisão            | 2e        | 12        | 3         | 11        | –         | 3              | 2              | 1              | Final. C1                 | 46,87 %     | 15,62 % | 37,5 %     |
| 1988-1989 | Benfica Lisbonne      | I Divisão            | 1er       | 27        | 2         | 9         | Champion  | 8              | 1              | 2              | Final. Cdp                | 71,42 %     | 6,12 %  | 22,44 %    |
| 1992-1993 | Benfica Lisbonne      | I Divisão            | 2e        | 17        | 1         | 6         | –         | 9              | 2              | 1              | Vainq. Cdp                | 72,22 %     | 8,33 %  | 19,44 %    |
| 1993-1994 | Benfica Lisbonne      | I Divisão            | 1er       | 23        | 3         | 8         | Champion  | 8              | 4              | 2              | Final. Supercoupe         | 67,39 %     | 15,21 % | 21,73 %    |
| 1994-1995 | Girondins de Bordeaux | Division 1           | –         | 11        | 6         | 10        | –         | 5              | 1              | 2              | –                         | 45,71 %     | 20 %    | 34,28 %    |
| 1995-1996 | Séville               | Primera División     | 14e       | 11        | 15        | 16        | –         | 4              | 3              | 3              | –                         | 28,84 %     | 34,61 % | 36,53 %    |
| 2000-2001 | Benfica Lisbonne      | Primeira Liga        | 6e        | 8         | 7         | 6         | –         | 1              | 1              | 1              | –                         | 37,5 %      | 33,33 % | 29,16 %    |
| 2001-2002 | Benfica Lisbonne      | Primeira Liga        | –         | 7         | 7         | 2         | –         | 1              | 1              | 1              | –                         | 36,84 %     | 42,10 % | 15,78 %    |
| 2002      | Shenyang Ginde        | Jia-A League         | 11e       | 7         | 6         | 9         | –         | 0              | 0              | 1              | –                         | 30,43 %     | 26,08 % | 43,47 %    |
| 2003      | Shenyang Ginde        | Jia-A League         | –         | 2         | 1         | 2         | –         | 2              | 1              | 0              | –                         | 50 %        | 25 %    | 25 %       |
| 2003-2004 | Al Ahly SC            | Premier League       | –         | 3         | 1         | 3         | –         | 0              | 1              | 0              | Vainq. Supercoupe         | 37,5 %      | 25 %    | 37,5 %     |
| 2007-2008 | Al-Ettifaq            | Saudi Premier League | 4e        | 10        | 5         | 7         | –         | 3              | 2              | 1              | Final. Coupe Crown Prince | 46,42 %     | 25 %    | 28,57 %    |
| 2008-2009 | Al-Sharjah            | UAE Pro-League       | –         | 5         | 3         | 10        | –         | 3              | 0              | 5              | –                         | 30,76 %     | 11,53 % | 57,69 %    |
| 2010-2011 | Al-Ittihad Djeddah    | Saudi Premier League | –         | 5         | 3         | 1         | –         | 4              | 3              | 1              | –                         | 52,94 %     | 35,29 % | 11,76 %    |
| Total     | Total                 | Total                | Total     | 148       | 63        | 100       | 2         | 51             | 22             | 21             | 3                         | 49,13 %     | 20,98 % | 29,87 %    |

- Autres matchs : sont considérées comme des compétitions officielles des matchs non-championnat (coupe nationale, coupe de la ligue, coupes continentales, matchs de play-offs, supercoupe.. etc). Compétitions non acceptée : compétitions non officielles (matchs amicaux, trophée de pré-saison)

## En sélection nationale
Toni fait ses débuts en sélection pendant sa seconde époque au Benfica. Ses belles performances au club de la Luz lui a valu de célébrer sa première sélection le 12 octobre 1969 pour disputer les tours préliminaires à la Coupe du monde de 1970 contre la Roumanie où il rentre seconde période.
Depuis il refait surface la même année contre l'Angleterre où il effectue toute la rencontre du match amical. Toni est plus rappelée depuis sauf en 1972 où il refait partie de l'équipe. Il dispute les deux rencontres de qualifications aux dépens de la Chypre comptant pour les qualifications à la Coupe du monde de 1974. Toni continue ses appels en sélections et part avec son groupe participer à la Coupe de l'Indépendance du Brésil avec sa nation. Le Portugal fait un très beau tournoi, en atteignant la finale perdue dans les dernières minutes contre le pays organisateur, le Brésil.
Le grand parcours du finaliste le Portugal, et ceux de Toni permet à lui d'avoir sa place de titulaire dans le onze initial. Il dispute plusieurs rencontres amicaux et des nombreuses qualifications pour l'Euro 1976 et pour la Coupe du monde 1978 en Argentine.
Il fête son premier et unique but pendant sa trente deuxième sélection le 16 novembre 1977 contre la Chypre. Sa dernière sélection, il la fête une rencontre après son but en sélection le 8 mars 1978 contre la France, où ce fut un échec perdu (0-2) en match amical.
Au total en onze années en équipe nationale, il effectuera trente trois sélections pour un petit but avec les lusitaniens entre 1969 et 1978.

## Sélections
| Sélections | Date             | Stade                                     | Adversaire           | Résultat | Minutes | Compétition                                              | Buts |
| ---------- | ---------------- | ----------------------------------------- | -------------------- | -------- | ------- | -------------------------------------------------------- | ---- |
| 1          | 12 octobre 1969  | Stadionul 23 August, Bucarest             | Roumanie             | 1 – 0    | 45e     | Tours préliminaires à la Coupe du monde de 1970          | –    |
| 2          | 10 décembre 1969 | Wembley Stadium, Londres                  | Angleterre           | 1 – 0    | 90e     | Match amical                                             | –    |
| 3          | 29 mars 1972     | Estádio da Luz, Lisbonne                  | Chypre               | 4 – 0    | 90e     | Tours préliminaires à la Coupe du monde de football 1974 | –    |
| 4          | 10 mai 1972      | GSP Stadium, Nicosie                      | Chypre               | 0 – 1    | 90e     | Tours préliminaires à la Coupe du monde de football 1974 | –    |
| 5          | 11 juin 1972     | Machadão, Natal                           | Équateur             | 0 – 3    | 90e     | Coupe de l'Indépendance du Brésil                        | –    |
| 6          | 14 juin 1972     | Estádio do Arruda, Recife                 | Iran                 | 0 – 3    | 90e     | Coupe de l'Indépendance du Brésil                        | –    |
| 7          | 18 juin 1972     | Estádio do Arruda, Recife                 | Chili                | 1 – 4    | 90e     | Coupe de l'Indépendance du Brésil                        | –    |
| 8          | 25 juin 1972     | Estádio do Arruda, Recife                 | République d'Irlande | 2 – 1    | 90e     | Coupe de l'Indépendance du Brésil                        | –    |
| 9          | 29 juin 1972     | Maracanã, Rio de Janeiro                  | Argentine            | 1 – 3    | 90e     | Coupe de l'Indépendance du Brésil                        | –    |
| 10         | 2 juillet 1972   | Maracanã, Rio de Janeiro                  | Uruguay              | 1 – 1    | 90e     | Coupe de l'Indépendance du Brésil                        | –    |
| 11         | 6 juillet 1972   | Mineirão, Belo Horizonte                  | Union soviétique     | 1 – 0    | 90e     | Coupe de l'Indépendance du Brésil                        | –    |
| 12         | 9 juillet 1972   | Maracanã, Rio de Janeiro                  | Brésil               | 1 – 0    | 90e     | Coupe de l'Indépendance du Brésil                        | –    |
| 13         | 3 mars 1973      | Parc des Princes, Paris                   | France               | 1 – 2    | 90e     | Match amical                                             | –    |
| 14         | 2 mai 1973       | Stade national Vassil Levski, Sofia       | Bulgarie             | 2 – 1    | 90e     | Tours préliminaires à la Coupe du monde de football 1974 | –    |
| 15         | 13 octobre 1973  | Estádio da Luz, Lisbonne                  | Bulgarie             | 2 – 2    | 90e     | Tours préliminaires à la Coupe du monde de football 1974 | –    |
| 16         | 14 novembre 1973 | Estádio José Alvalade, Lisbonne           | Irlande du Nord      | 1 – 1    | 77e     | Tours préliminaires à la Coupe du monde de football 1974 | –    |
| 17         | 3 avril 1974     | Estádio da Luz, Lisbonne                  | Angleterre           | 0 – 0    | 45e     | Match amical                                             | –    |
| 18         | 9 mars 1975      | Estádio Serra-Dourada, Goiânia            | Goiás                | 2 – 1    | 45e     | Match amical                                             | –    |
| 19         | 26 avril 1975    | Stade olympique Yves-du-Manoir, Colombes  | France               | 0 – 2    | 90e     | Match amical                                             | –    |
| 20         | 30 avril 1975    | Letná Stadion, Prague                     | Tchécoslovaquie      | 5 – 0    | 49e     | Éliminatoires du Championnat d'Europe de 1976            | –    |
| 21         | 13 mai 1975      | Hampden Park, Glasgow                     | Écosse               | 1 – 0    | 90e     | Match amical                                             | –    |
| 22         | 8 juin 1975      | Tsirion Athletic Center Stadium, Limassol | Chypre               | 0 – 2    | 90e     | Éliminatoires du Championnat d'Europe de 1976            | –    |
| 23         | 12 novembre 1975 | Estádio das Antas, Porto                  | Tchécoslovaquie      | 1 – 1    | 90e     | Éliminatoires du Championnat d'Europe de 1976            | –    |
| 24         | 19 novembre 1975 | Estádio José Alvalade, Lisbonne           | Angleterre           | 1 – 1    | 90e     | Éliminatoires du Championnat d'Europe de 1976            | –    |
| 25         | 3 décembre 1975  | Estádio do Bonfim, Setúbal                | Chypre               | 1 – 0    | 90e     | Éliminatoires du Championnat d'Europe de 1976            | –    |
| 26         | 7 avril 1976     | Stadio Comunale, Turin                    | Italie               | 3 – 1    | 90e     | Match amical                                             | –    |
| 27         | 16 octobre 1976  | Estádio das Antas, Porto                  | Pologne              | 0 – 2    | 45e     | Tours préliminaires à la Coupe du monde de 1978          | –    |
| 28         | 5 décembre 1976  | Tsirion Athletic Center Stadium, Limassol | Chypre               | 1 – 2    | 80e     | Tours préliminaires à la Coupe du monde de 1978          | –    |
| 29         | 22 décembre 1976 | Estádio José Alvalade, Lisbonne           | Italie               | 2 – 1    | 85e     | Match amical                                             | –    |
| 30         | 9 octobre 1977   | Idrætsparken, Copenhague                  | Danemark             | 2 – 4    | 90e     | Tours préliminaires à la Coupe du monde de 1978          | –    |
| 31         | 29 octobre 1977  | Stadion Śląski, Chorzów                   | Pologne              | 1 – 1    | 90e     | Tours préliminaires à la Coupe du monde de 1978          | –    |
| 32         | 16 novembre 1977 | Estádio de São Luís, Faro                 | Chypre               | 4 – 0    | 11e 90e | Tours préliminaires à la Coupe du monde de 1978          | 1    |
| 33         | 8 mars 1978      | Parc des Princes, Paris                   | France               | 2 – 0    | 90e     | Match amical                                             | –    |

## Palmarès

### Académica de Coimbra
- Vice-champion du Championnat du Portugal : 1 fois — 1966-67
- Finaliste de la Coupe du Portugal : 1 fois — 1966-67

### Benfica
- Vainqueur du Championnat du Portugal : 10 fois — 1968-69, 1970-71, 1971-72, 1972-73, 1974-75, 1975-76, 1976-77, 1980–81, 1988-89, 1993-94
- Vainqueur de la Coupe du Portugal : 6 fois — 1968-69, 1969-70, 1971-72, 1979-80, 1980–81, 1992-93
- Vainqueur de la Supercoupe du Portugal : 1 fois — 1979
- Vice-champion du Championnat du Portugal : 6 fois — 1969-70, 1973-74, 1977-78, 1978-79, 1987-88, 1992-93
- Finaliste de la Coupe du Portugal : 4 fois — 1970-71, 1973-74, 1974-75, 1988-89
- Finaliste du Trophée Ramón de Carranza : 1 fois — 1972
- Finaliste de la Supercoupe du Portugal : 2 fois — 1981, 1993
- Finaliste de la Coupe des clubs champions européens : 1 fois — 1987-88
- Élu Footballeur portugais de l'année : 1 fois — 1972

### Portugal
- Finaliste de la Coupe de l'Indépendance du Brésil : 1 fois — 1972

### Al-Ahly
- Vainqueur de la Supercoupe d'Égypte : 1 fois — 2003

### Al-Ettifaq
- Finaliste de la Coupe Crown Prince d'Arabie saoudite : 1 fois — 2007-08